# Айдова, Екатерина Валерьевна
Екатерина Валерьевна Айдова — казахстанская конькобежка. Участница зимних Олимпийских игр 2010, 2014, 2018 и 2022 годов. Чемпионка мира среди юниоров на 500 м (2010), двукратная бронзовая призёрка Всемирной универсиады 2017 года. Рекордсменка Казахстана на дистанциях 500, 1000 и 1500м. Мастер спорта Республики Казахстан, мастер спорта международного класса(2021), мастер спорта по шорт-треку.

## Биография
Екатерина Айдова в детстве очень хотела кататься на роликовых коньках, но у родителей не было возможности их купить. В 2001 году, в школе, где она училась тренеры набирали желающих заниматься конькобежным спортом, и Катя записалась в секцию, а уже зимой встала на коньки. С 2001 по 2005 года она занималась шорт-треком на стадионе "Шахтер". Спустя три года она решила бросить занятия спортом, но тренер Венера Талгатовна Гриневецкая уговорами вернула конькобежку на тренировки.
Дебютировала на международном уровне в сезоне 2008/2009 на чемпионатах мира среди юниоров и занимала лидирующие позиции на юниорских кубках мира. На зимних Олимпийских играх в Ванкувере в 2010 году участвовала на трёх дистанциях, стала 18-й на 500 м, 16-й на 1000 м, 29-й на 1500 м. Сразу после олимпиады Екатерина стала абсолютным победителем Кубка мира среди юниоров сезона 2009/10, финал которого проходил в Берлине.
Она стала чемпионкой мира среди юниоров на дистанции 500 метров 2010 года в Москве, а также заняла 2-е место чемпионата мира среди юниоров 2011 года в Сейняйоки. 
В 2012 году Екатерина дебютировала на чемпионате мира в спринтерском многоборье в Калгари и сразу поднялась на 16-е место в общем зачёте. Через год повторила результат в Солт-Лейк-Сити, а на чемпионате мира на отдельных дистанциях в Сочи заняла 7-е место в беге на 500 м и 9-е на 1000 м.
В январе 2014 года на чемпионате мира в спринтерском многоборье в  Нагано заняла в общей классификации 8-е место. На зимних Олимпийских играх в Сочи она также участвовала на трёх дистанциях 500, 1000 и 1500 метров и заняла соответственно 21-е, 18-е и 27-е место. В 2015 году на домашнем чемпионате мира в Астане Екатерина заняла высокое 4-е место в многоборье, выиграв малую серебряную медаль на дистанции 500 м.
Она перенесла операцию по поводу грыжи межпозвоночного диска в июне 2016 года. В начале 2017 года Айдова участвовала в зимней Универсиаде в Алма-Ате и выиграла бронзовые медали на дистанциях 1000 и 1500 метров. 18 февраля 2018 года заняла 21 место на дистанции 500 м на Олимпиаде в Пхёнчхане с результатом 38.96 секунд. На дистанции 1500 м заняла 18-е место, а на 1000 м стала 24-й.
На национальном чемпионате Казахстана в октябре 2018 года Екатерина выиграла все три дистанции. В следующем 2019 году она заняла 5-е место на чемпионате мира в спринтерском многоборье в Херенвене. После года перерыва из-за травмы колена в 2021 году она выиграла золото на дистанции 500 м на 2-м чемпионате четырех континентов, прошедшего в канадском Калгари. А следом выиграла серебро на 1000 метров.
В 2022 году на зимних Олимпийских играх в Пекине на своих четвёртых играх Екатерина была знаменосцем Казахской сборной. 13 февраля с травмированным коленом на дистанции 500 м она заняла только 20-е место, раннее заняла 18-е место в беге на 1500 м, а 17 февраля стала 19-й на дистанции 1000 м.

## Личная жизнь
Екатерина Айдова живёт в Казахстане в городе Караганда. Училась в спортшколе-интернат для одаренных детей имени Алии Молдагуловой.
Обучалась в Карагандинском Государственном Университете имен Букетова(КарГУ) на факультете физической культуры и спорта. Она получила степень в области права в Карагандинском экономическом университете Казпотребсоюза. Любит читать, играет на гитаре и фортепиано, слушает музыку. 